# کارل هورلمن
کارل هورلمن (انگلیسی: Carl Hårleman؛ ۲۳ ژوئن ۱۸۸۶ – ۲۰ اوت ۱۹۴۸) ژیمناست هنری اهل سوئد بود.